# Hüseyin Kar
Hüseyin Kar (* 3. Dezember 1986 in Eskişehir) ist ein türkischer Fußballspieler.

## Karriere

### Verein
Kar startete mit dem Vereinsfußball 1999 in der Jugend von Eskişehirspor. 2004 wurde er mit einem Profivertrag ausgestattet und in den Profikader aufgenommen. Bereits nach einer halben Saison wurde er dann an den Stadtrivalen und Viertligisten Eski Spor abgegeben. Bei diesem Verein schaffte er es nach kurzer Zeit in die Mannschaft und spielte hier die nächsten eineinhalb Jahre. Zum Sommer 2006 wechselte Kar innerhalb der Liga zu Aliağa Belediyespor. Bei diesem Verein gelang ihm auf Anhieb der Sprung in die Startelf. Bis zum Saisonende absolvierte er 30 Ligaspiele, in denen er sieben Mal traf. Auf ihn aufmerksam geworden, verpflichtete ihn der Drittligist im Sommer 2007. Hier verweilte er nur eine halbe Saison in der Mannschaft und blieb während dieser Zeit hinter den Erwartungen. Anschließend verbrachte er als Leihspieler die Rückrunde der Saison 2007/08 bei seinem Alten Verein Aliağa Belediyespor und die gesamte Saison beim Viertligisten Tavşanlı Linyitspor. Mit diesem Verein gelang ihm auch zum Sommer 2009 der Aufstieg in die TFF 2. Lig. Kar war mit zwölf Saisontoren maßgeblich an diesem Erfolg beteiligt.
Nachdem Kar die Saison 2009/10 für den Viertligisten Bursa Nilüferpor tätig war und hier mit 16 Saisontoren einer der erfolgreichsten Torjäger der Saison wurde, wechselte er bereits nach einem Jahr zum Drittligisten Yeni Malatyaspor. Für diesen Verein spielte er die nächsten eineinhalb Spielzeiten und wechselte dann zum Frühjahr 2012 zum Drittligisten Balıkesirspor an. Mit diesem Verein erreichte er zum Ende der Spielzeit 2012/13 die Meisterschaft der TFF 2. Lig und damit den Aufstieg in die TFF 1. Lig. 
In der Winterpause 2013/14 wechselte er erneut zu seinem alten Verein Yeni Malatyaspor. Mit diesem Verein erreichte er am 34. Spieltag der Saison 2014/15, dem letzten Spieltag der Saison, die Meisterschaft und damit den Aufstieg in die TFF 1. Lig.
Zur Saison 2016/17 wechselte er zum Drittligisten Keçiörengücü.

### Nationalmannschaft
Während seiner Zeit bei Eskişehirspor kam Kar zu einem Spieleinsatz für die türkische U-18-Nationalmannschaft.

## Erfolge
Mit Tavşanlı Linyitspor
- Aufstieg in die TFF 2. Lig: 2009/10

Mit Balıkesirspor
- Meister der TFF 2. Lig: 2012/13
- Aufstieg in die TFF 1. Lig: 2012/13

Mit Yeni Malatyaspor
- Meister der TFF 2. Lig und Aufstieg in die TFF 1. Lig: 2014/15